# Inmigración árabe en el Perú
La historia de la llegada de los musulmanes y los árabes cristianos al Perú se suscribe con la llegada de los barcos españoles al país, entre los cuales desembarcaron también muchos musulmanes supuestamente conversos, que legaron parte de su arte. Por ejemplo, hasta ahora se pueden observar en la ciudad de Lima (e iniciadas en la Lima colonial) construcciones con diseños mudéjares, tales como las casonas de dos plantas, organizadas como habitaciones en cuadrángulo y abiertas hacia un patio interior cuadrado al que se llega a través de un zaguán acoderado, denotando claramente su origen andaluz. En cuanto a comida, podemos aún deleitarnos con mazapanes, turrones, alfeñiques y mazamorras (derivado de masa mora), entre otros. Y en música, la zarabanda y las zambras.
Según algunas investigaciones el número aproximado de árabes que ingresaron al Perú desde mediados del siglo XIX sería de alrededor de 10 000 personas. Los árabes no se establecieron inicialmente en Lima, sino en Arequipa (1880) y Huancavelica.A raíz de la conquista de América, la Corona española mandó venir a esclavos moros, sobre todo mujeres, y también esclavos negros. Pero también hubo los llamados “moriscos”, los árabes andaluces musulmanes convertidos al cristianismo tras la reconquista de Granada y el fin del reino de Al-Ándalus en 1492. La primera ola migratoria (1886- 1914) está relacionada con el debilitamiento del Imperio Otomano, su posterior declive y el espectacular aumento de la influencia de Europa Occidental en Oriente Próximo. Los pioneros llegaron con pasaportes turcos, y por eso se les llama “turcos”. Eran hombres jóvenes, solteros, cristianos ortodoxos. Todos procedían del triángulo cristiano de Beit Sahir, Beit Yala y Belén. Los primeros palestinos que llegaron a Perú lo hicieron por el sur andino. Cruzaron Argentina, luego Bolivia y, con el progreso de la construcción del ferrocarril, desembarcaron en Cuzco y Arequipa. En ocasiones atravesaron Chile para llegar a esta última provincia. El primer palestino fue Issa Said Sahurriye: llegó al puerto de Mollendo en 1885, y fundó un próspero comercio de sombreros, estableciéndose tanto en Cuzco como en Bolivia.
También tenemos la llegada desde 1910 y sobre todo desde 1920 de palestinos cristianos llegados directamente desde Palestina y que se asentaron en la costa peruana, en  las ciudades de Chincha, Pisco y principalmente Chiclayo. La tercera y última fase de esta emigración comenzaría tras acabar la Segunda Guerra Mundial. En el caso palestino, los motivos que llevaban a emigrar habían cambiado por completo. La implantación en su zona del Estado de Israel en 1948 supuso la aparición de una gran tensión entre israelíes y palestinos. Esto hacía además que los emigrantes residentes en Perú abandonaran por completo la idea de volver a su país debido a la inestabilidad política reinante en la zona desde ese momento, y se instalan en los principales núcleos urbanos del país, sobre todo en Lima, ya que a partir de 1940 hubo una intensa emigración desde el campo a la ciudad en el Perú.
En cuanto a las últimas migraciones de musulmanes dadas en el siglo XIX y XX, la mayor parte de árabes en el Perú son libaneses, luego sirios, y palestinos. La mayoría de la migración llegó a Lima, y en menor medida en ciudades del sur como Arequipa, Cusco, Ica y Tacna.
En su libro, Leyla Bartet estima que hay 12 mil peruanos de origen árabe.
Algunas familias de origen árabe residentes en el Perú apellidan: Abdala, Abdou, Absidal, Ahumada, Arauz, Abugatas, Abusada, Adaui, Aguad, Atala, Awapara, Badani, Barbachan, Chaud, Chehade, Dahud, Eissa, Farach, Farah, Figueroa, Guadamur, Heresi, Jarufe, Jasahui, Kassis, Kahatt, Khoury, Makhlouf o Majluf, Manzur, Matuk, Montufar, Mubarak, Mubarek, Musiris, Nazal, Nossar, Ode, Odar, Saba, Salomon, Samame, Smar, Suasnabar, Tabja, Urday, Yapur, Zalaquett, Zarate, Zaror, Zarzar.